# Johann Joseph Ritter von Prechtl-Medaille
Die Johann Joseph Ritter von Prechtl-Medaille ist eine Medaille, die im Jahr 1950 durch das Professorenkollegium der Technischen Universität Wien gestiftet wurde. Namensgeber ist der Gründer und langjährige Leiter des Politechnikums, dem Vorgänger der TU, Johann Joseph Ritter von Prechtl.
Verliehen wird sie für bedeutende Leistungen auf den Gebieten der Ingenieur- und Naturwissenschaften sowie der Architektur.

## Träger der Auszeichnung
- 1950: Karl Renner, Franz Landertshammer
- 1951: Heinrich Mache, Christian Hofe, Friedrich Böck
- 1953: Alfred Wogrinz
- 1961: Arno Demmer, Hans Gundacker, Anton Poschacher, Franz Rosenauer, Alfred Sigharter, Johann Vurnik
- 1962: Erich Dittrich
- 1963: Emil Hopfgartner, Woldemar Laszloffy, Hermann Oberth
- 1965: Ludwig Audrieth, Guido Beck, Rudolf Brill, Erika Cremer, Walter Hans Gustav Großmann, Fritz Hartl, Arthur Ippen, Peter Koller, Rudolf Koller, Otto Kratky, Siegfried Meurer, Josef Nagler, Ernst Neufert, Guido Pirquet, Arnulf Reuschel, Wilhelm Schermerhorn, Hans Schmid, Eduard Schrack, Franz Stockreiter, Johann Thijsse, Josef Umlauf
- 1967: A. Friedrich Henglein
- 1970: Max Auwärter, Zoran Rant
- 1971: Anton Vlcek
- 1972: Robert Ofner, Manfred Tschermak, Ulrich Wannagat
- 1973: Ladislaus von Rabcewicz
- 1975: Harald Kreps, Theodor Hoppe, Adalbert Klaar, Harry Kühnel
- 1976: Walter Ritzer
- 1977: Bernard Rudofsky
- 1978: Hanno Gottfried Thaler, Emil Walser, Heinz Zemanek
- 1979: Emil Mosonyi, Heinrich Sequenz, Friedrich Susan, G. Szabo Zoltan
- 1980: Rudolf Braun, Josef Krames, Jaro Zeman
- 1981: Kurt Ausserladscheitter, Carl Bitter, Paulgerhard Franke, Wilhelm Gauster-Filek, Herbert W. König, Karl Kupsky
- 1982: Friedrich Achleitner, Richard Brunner, Hans Grob
- 1983: Othmar Ruthner
- 1985: Engelbert Bancher, Marco Pozetto, Margarete Schütte-Lihotzky
- 1986: Gottfried Biegelmeier, Robert Weinlich
- 1988: Ernst Fiala, Leopold Müller, Walter Wunderlich
- 1989: Edmund Hlawka
- 1990: Edwin F. Hengge, Herwig Kogelnik, Werner Kresser, Klaus Oswatitsch, Rudolf Wurzer
- 1993: Viktor Gutmann, Christian Hantschk, Hans-Georg Jerie
- 1994: Eduard Selker, Anton Tedesko
- 1995: Hanns Malissa
- 1996: Otto Hittmair
- 1997: Ferdinand Piëch
- 1998: Alfred Pauser, Karl Titze, Fritz Paschke
- 2000: Ernst Hiesmayr
- 2002: Marius Stoka, Karl Strambach
- 2005: Yuriy Rudavskyy, Jan Vrbka
- 2006: Friedrich Moser
- 2007: Akos Detreköi, Jiri Witzany
- 2008: Chuanming Zong, Martin Henk
- 2009: Yuri Pokholkov, Vasilii Iurjevich Petrov
- 2010: Gerhard Schimak, Vladimir Bales, Karoly Molnar
- 2011: Vaclav Havlicek, Herbert Mang, Peter Gruber, Alfred Kluwick, Karel Rais
- 2015: Ingeborg Hochmair-Desoyer, Erwin Hochmair, Manfred Grasserbauer, Herbert Stachelberger
- 2021: Helmut Kroiss
- 2024: Ferenc Krausz[2]